# 杰右
杰右，云南传说中基诺族的祖先，基诺山曼雅寨的建寨人。
杰右是最先定居在基诺山石咀附近“杰卓”山的一位妇女，生下七男七女，兄妹互相婚配。后来子孙繁衍，分出两对寨子，就是能互相通婚的两个氏族集团。第一对寨子是茨通和曼夺，茨通是父寨，曼夺是母寨。这一对父母寨又分衍出曼雅、曼海、帕尼等十个儿女寨，统称为基诺山的前半山。曼雅寨从其开始建寨，共经历了右保、保杰、巴保杰、杰约、约八、八撤、撤杰、杰白腊、白腊约、约子、不勒杰，共十二代。